# Підгірник
Підгі́рник — село в Україні, у Степанській селищній громаді Сарненського району Рівненської області. Населення становить 66 осіб. 

## Географія
Село розташоване на лівомум березі річки Зульні. На південний захід від села розташований ландшафтний заказник Урочище «Каліжари».

## Історія
У 1906 році хутір Степанської волості Рівненського повіту Волинської губернії. Відстань від повітового міста 70 верст, від волості 11. Дворів 4, мешканців 27.
Відповідно до Розпорядження Кабінету Міністрів України від 12 червня 2020 року № 722-р «Про визначення адміністративних центрів та затвердження територій територіальних громад Рівненської області» увійшло до складу Степанської селищної громади.

## Населення
За переписом населення 2001 року в селі мешкало 66 осіб. 100 % населення вказали своєї рідною мовою українську мову.